# Àngel Planell i Oller
Àngel Planell i Oller (Castellgalí, Manresa, 31 de març de 1903 - Manresa, ? de juny de 1980) fou un pintor manresà de renom que va dedicar la seva obra als paisatges urbans. Destaca la seva participació en les exposicions col·lectives, com la de l'any 1921 a l'Exposició de Bellas Arts de Barcelona. Fou membre fundador del grup Llum i color de Manresa i soci del Círculo Artísto de Manresa.

## Biografia

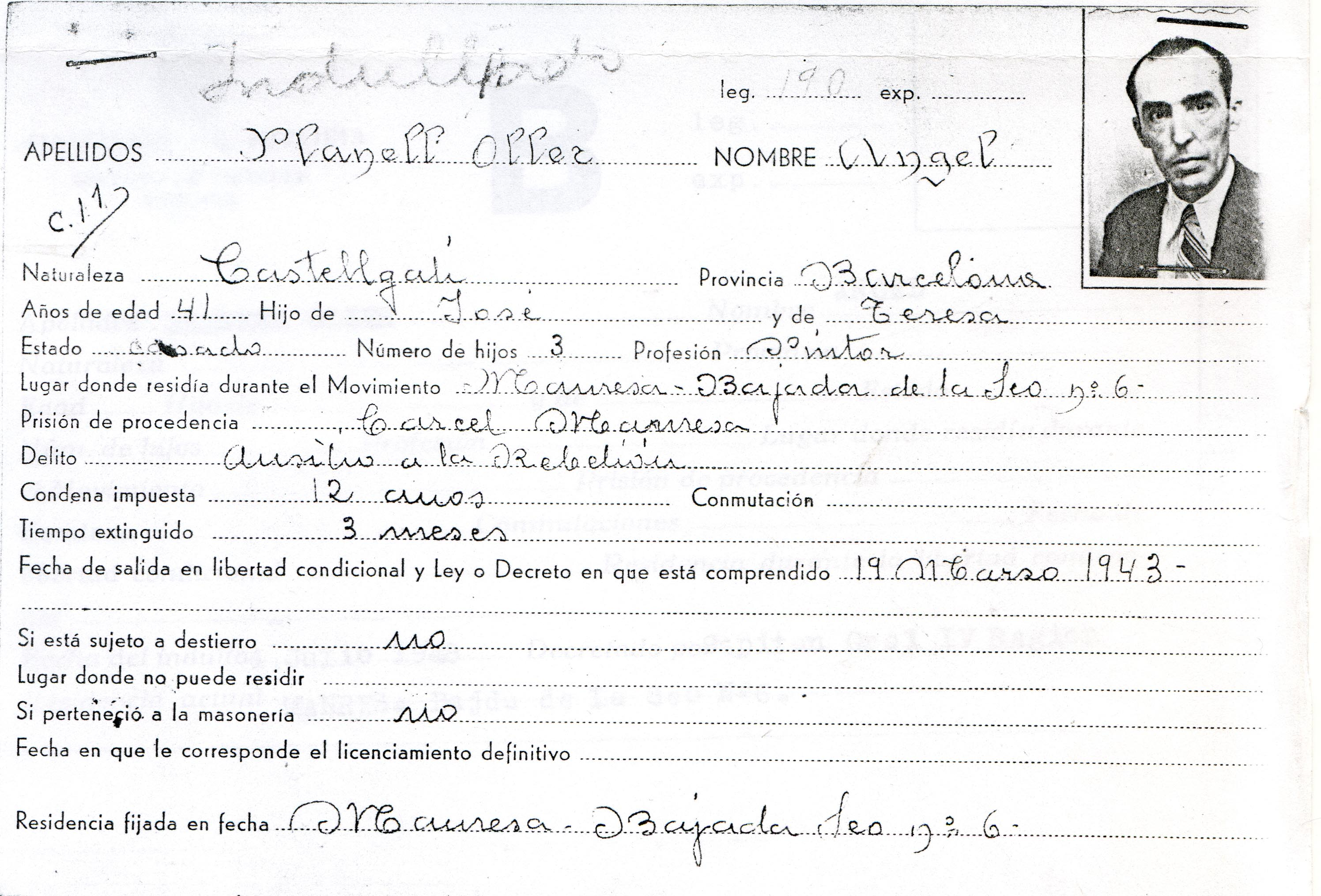
Fitxes policials d'Àngel Planell, on es pot observar l'obtenció de la seva llibertat condicional, datada el març del 1943, i la concessió oficial d'indult. (Arxiu Nacional de Catalunya)

Va néixer a Castellgalí, prop de Manresa, el 31 de març de 1903, molt possiblement al mas de Can Font de Cirerencs, propietat del llinatge de Planell, amb origen al mas Planell de Tona, des de principis del segle xix. Fou el primer i únic fill mascle del matrimoni format per Josep de Planell Esteva (Castellgalí, 29 de maig de 1875 -?) i Teresa Oller Calsina (Santa Cecília de Montserrat, 6 de gener de 1877 - ?). Les seves germanes van ser Teresa Planell Oller (Castellgalí, 1901 - ?) i Mercè Planell Oller (Manresa, 1909 - 19 de juny de 1993). El seu pare treballava a l'ajuntament.
Casat amb Benvinguda Grifell Centellas (Manresa, 23 d'octubre de 1905 - ?), va tenir almenys quatre fills: Josep, Montserrat, Carme i Antoni.
Aficionat a l'atletisme, va presidir durant els anys 50 els Club d'atletisme de Manresa. Durant tota la seva vida, va ser aficionat a la pintura paisatgista, guanyant diferents premis en el cercle artístic manresà, com la Medalla del Reial Cercle Artístic de Barcelona. Les seves obres destaquen i poden ser vistes al Museu Comarcal de Manresa.
Militant d'UGT i del PSUC, durant l'agost de 1936, a l'esclat de la guerra civil, va amagar a casa seva al mossèn de la Seu de Manresa Antonio Orriols Bayona, que portava com a reverend des del 3 de febrer de 1935. Finalment els rojos se'l van endur i va ser afusellat al cementiri l'endemà. Àngel Planell va tenir molts problemes des d'aleshores. Va rebre presó atenuada per Auxilio a la rebelión i fou condemnat al Camp de Concentració de Vitoria posteriorment. L'any 1942 és condemnat a prosseguir la sanció a presó en el domicili. Al març de 1943, rep la seva llibertat. Morí el juny de 1980 a Manresa, a causa d'un edema pulmonar.